# Radioteleskop Wettzell
Das Radioteleskop Wettzell (RTW 20) ist ein 20-Meter-Radioteleskop für Geodäsie und VLBI in Deutschland. Es ist das größte Radioteleskop des Geodätischen Observatoriums Wettzell. Der Bau der Anlage wurde 1981 begonnen und 1983 fertiggestellt. Die Anlage war von Anfang an für Geodäsie konstruiert. Durch den Betrieb des Radioteleskops wurde aus der Satellitenbeobachtungsstation Wettzell eine Fundamentalstation der Geodäsie. Das Teleskop ist bereits seit den Anfängen der VLBI an Messungen beteiligt und verzeichnet die meisten Messungen weltweit.

## Technische Eigenschaften
Das Teleskop kann von der Südrichtung aus im Azimut in beide Seiten um 270° gedreht werden und in der Elevation bis 90° ausgerichtet werden, somit kann das Teleskop den gesamten Himmelsbereich abdecken. Der Hauptspiegel besteht aus 60 Aluminium-Paneelen mit einer Stärke von 2,5 mm. Die Paneele sind in drei Ringen angeordnet und einzeln justierbar. Das untere Drittel des Hauptspiegels ist beheizbar, sodass die Ablagerung von Eis und Schnee verhindert werden kann. Der Hauptspiegel erreicht eine Oberflächengenauigkeit von 0,35 mm. Der hyperbolische Sekundärspiegel hat einen Durchmesser von 2,7 m und erreicht eine Oberflächengenauigkeit von 0,1 mm. Der Empfänger wird mit Helium gekühlt bei einer Temperatur von 20 Kelvin (−253 °C) betrieben. Die Zeiterfassung geschieht mit einer Wasserstoff-Maser-Uhr.
Seit 2012 sind in Wettzell zusätzlich die beiden Twin-Radioteleskope in Betrieb. Sie sind nach dem ALMA-Design gebaut und haben einen Durchmesser von 13,2 Metern. Die Kennung für diese Teleskope ist TTW1 und TTW2.